# أشتون روميو
أشتون روميو (بالفرنسية: Ashton Rome)‏ (و. 1985  م) هو لاعب هوكي الجليد كندي.

## روابط خارجية
- أشتون روميو على موقع دوري الهوكي الوطني (الإنجليزية)
- أشتون روميو على موقع EliteProspects.com (الإنجليزية)
- أشتون روميو على موقع HockeyDB.com (الإنجليزية)